# Naphosszat
A Naphosszat egy 2009-ben készült magyar dokumentumfilm, Kolovratnik Krisztián első saját rendezésű filmje, melyben Törőcsik Mari és Anatolij Vaszilijev közös munkáját rögzíti. A magyar színjátszás Európa szerte ismert színésznőjét és korunk egyik legjelentősebb színházi rendezőjét követhetjük végig Marguerite Duras Naphosszat a fákon című darabjának próbafolyamata során a kaposvári Csiky Gergely Színházban.

## A filmről
A Naphosszat tulajdonképpen egy tartalmas beszélgetés korunk két jelentős színházi személyiségével. Törőcsik Mari és Anatolij Vaszilijev 11 év után találkoznak újra a színház falai között közös darabjuk próbáján. Az eltelt évtizedben mindkettőjük életét radikális történések szabdalták: Törőcsik Mari a fizikai, Anatolij Vaszilijev pedig az alkotói halálból tér vissza a közös munkához. Beszélgetéseik során sok aktuális kérdést feszegetnek, mint a valódi értékek és az önazonosságért folytatott harc, valamint az európai színházi kultúra mai állapota és tendenciái.

## A film fogadtatása
A dokumentumfilm, ahogy a rendező-producer Kolovratnik Krisztián nyilatkozta, sokkal többet hozott a vártnál. A 2010-es januári premier óta külföldi vetítések és nyári fesztiválok programjaként szerepelt, a 41.Magyar Filmszemle és a CinePécs Nemzetközi Filmfesztivál is műsorára tűzte, a televízió is játssza. A rendező különösen nagy lelkesedéssel mesélt a balatonszemesi fesztiválról, ahol a fiatalok a fűben ülve a hátizsákjukkal nézték a filmet, hiszen ez pontosan tükrözi a film olyasfajta szándékát, hogy ezekről a témákról ezt a generációt is elgondolkodtassa. A Naphosszat telt házas bemutatásra került a Párizsi Magyar Intézetben is a főszereplők társaságában.

## Bemutatók
| Dátum              | Fórum                                                                     |
| ------------------ | ------------------------------------------------------------------------- |
| 2010. január 29.   | Sajtóvetítés, Budapest, Kino Mozi                                         |
| 2010. február 3.   | 41. Magyar Filmszemle, Budapest, Palace Mom Park Cinema                   |
| 2010. február 7.   | 41. Magyar Filmszemle, Budapest, Uránia Nemzeti Filmszínház               |
| 2010. április 30.  | V. Villányi Borzsongás Fesztivál, Villány, Gere Tamás és Zsolt Pincészete |
| 2010. július 23.   | Szemes Fesztivál, Balatonszemes                                           |
| 2010. október 6.   | CinePécs Nemzetközi Filmfesztivál, Pécs                                   |
| 2010. október 19.  | Párizsi Magyar Intézet (Istitut Hongrois), Párizs                         |
| 2010. november 22. | Duna Televízió                                                            |
| 2010. november 23. | Duna II. Autonómia                                                        |

## Idézetek
Törőcsik Mari és Anatolij Vaszilijev gondolatai az életről és a színházról – idézetek a filmből.

### Törőcsik Mari
- „Így vagy úgy, aki nagyon nagy minőség, az az egész világon bajban van.”
- „Mindig az út a lényeges, mindig a próbafolyamat. Az a legizgalmasabb dolog a világon. Az a baj, hogy ehhez az úthoz hihetetlen energia kell. Mennél nehezebb utat kell járnom, annál felfokozottabb örömmel vagyok képes csinálni. Azt bejelenteni, hogy megérkezett a patyolatból a ruha, azt akkor is tudja az ember, ha elolvas egy regényt. De azt hogy "Vért, Jago, vért!", na ahhoz nagy öröm kell belül, nagy felfokozott idegrendszer.”
- „A közönség együtt az nagyon kegyetlen. Ha nem kap meg mindent, akkor én attól féltem, hogy fölállnak és elmennek.”
- „Én nem vagyok se popsztár, se díva. Ez [a taps] annak szólt, hogy a közönség tudja, hogy én honnét jöttem vissza.”
- „"Vasziljev, hogy így fejezzem ki magam, színházi rendező. És ilyen nagyon kevés van a világban. Na, én kifogtam egyet belőle.”

### Anatolij Vasziljev
- „Törőcsik Mari átélte a fizikai halált és visszatért az életbe, és amikor visszatért, egy jóval korábbi életbe tért vissza, mint az az óra és az a perc, amikor kómába esett. Én pedig, amikor a fennálló színházi rendszerrel szembeni tiltakozásom jeléül önkéntes száműzetésbe hajszoltam magamat, napról napra átéltem a szellemi-lelki halált. És nap mint nap szellemileg-lelkileg fel kellett támadnom. Így találkoztunk, és ő velem együtt bejárt minden fázist a félholt állapottól az abszolút életerőig. Amikor kijött a színpadra pezsgővel koccintani, fekete kosztümben, fekete zakóban és nadrágban, gyönyörű ékszerekkel a nyakában, azt mondta: »Én ezt a kosztümöt neked csináltattam, Anatolij.« Gyönyörű volt, olyan gyönyörű, amilyennek korábban nem is láttam...”
- „Amikor azt kérdezik tőlem, hogy hol helyezkedik el az én színházam, ezt a példát szoktam felhozni: képzeljék magukat egy deszkapajtába valahol egy kertben. ahol erősek a fények. A deszkák résein keresztül behatolnak a napsugarak, kis fénycsíkokat látunk, amelyekben porszemek laknak, és Önök világosan érzékelik ennek a fénycsíknak a matériáját. Hát ezen a síkon helyezkedik el az a fajta színház, amellyel én foglalkozom. Se lejjebb, se feljebb, csak ezen az egy síkon.”
- „Az olyan embereket, mint én, el kell felejteni. Bennünket meg kell semmisíteni. Az olyan embereket, mint én vagyok, nem is engedném a színházba. Zavarjuk az életet, a munkát, a kultúra létrehozását, azt a kultúrát, amire mindenkinek szüksége van. Mi tulajdonképpen kártevők vagyunk, terroristák, nekünk már nem szabadna létezni.”

## Külső hivatkozások
- A Naphosszat profilja a PORT.hu-n
- Videó: Kolovranik Krisztián beszél a filmről
- Videó: Kolovratnik Krisztián valami mást akart
- A Kultúrpart cikke a filmről: Dokumentumfilm készült Törőcsik Mariról
- Színház.hu: Egy önazonos ember – interjú Kolovratnik Krisztiánnal
- A Kultúra.hu cikke a filmről: Dokumentumfilm Törőcsik Mariról és Anatolij Vasziljevről
- A Kultúrcafe cikke a filmről: Naphosszat – Kolovratnik Krisztián első dokumentumfilmje
- A Hír6.hu cikke a filmről: Dokumentumfilm Törőcsik Mariról és Anatolij Vasziljevről[halott link]
- Espresso.hu: 41. Magyar Filmszemle – kiemelt információs blokk[halott link]
- SONLINE: Főszerepben Törőcsik Mari és Anatolij Vasziljev Archiválva 2016. március 5-i dátummal a Wayback Machine-ben